# Astaena pinguis
Astaena pinguis är en skalbaggsart som beskrevs av Hermann Burmeister 1855. Astaena pinguis ingår i släktet Astaena och familjen Melolonthidae. Inga underarter finns listade.